# Lettre de cachet

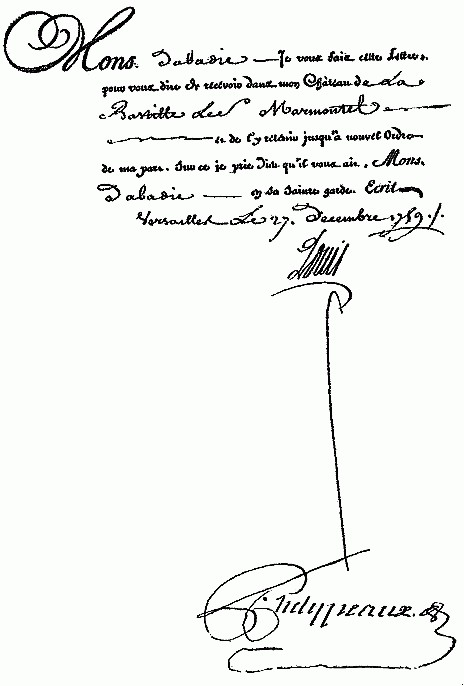
Ett Lettre de cachet från 1759, signerat av Frankrikes kung Ludvig XV, med vilket Jean-François Marmontel placerades i fängelse.

Lettre de cachet (sigillbrev), var under ancien régime brev som utfärdades av Frankrikes kung med det kungliga sigillet. Dessa sigillbrev användes främst för att fängsla och straffa en person utan rättegång (i Frankrike fanns då ej någon Habeas corpus). Dessa förekom från 1300-talet fram till januari 1790. 
Under 1700-talet utfärdades de ofta som häktningsorder in blanco. Namnet fylldes i av myndigheterna och användes gentemot "dårar" och prostituerade, samt av många familjer gentemot släktingar. Under Fleuryregeringen åren 1726-1743 lär cirka 80 000 lettres de cachet ha blivit utfärdade.
De förbjöds efter ett beslut i konstitutionsförsamlingen i januari 1790 genom ett dekret av 16 mars 1790, men återupplivades under Napoleontiden åren 1801-1814.